# TACACS+
Em redes de computadores, o protocolo TACACS+ (Terminal  Access Controller Access-Control System Plus) providencia acesso a roteadores, servidores de redes e outros equipamentos de rede. O TACACS+ providencia separadamente autenticação, autorização e serviços de contas.
Com ele é possível realizar a autenticação do usuário de acesso junto a uma conta previamente cadastrada no AD(Active Directory)
O TACACS+ é baseado no TACACS, mas só no nome, pois foi totalmente remodelado pela Cisco Systems de tal forma que esta nova versão é incompatível com qualquer outra anterior. Enquanto que o RADIUS combina a autorização e a autenticação no perfil de um utilizador e atua no UDP (User Datagram Protocol), o TACACS+ separa-os, atuando no TCP (Transmission Control Protocol).